# Joaquín Cortés (político)
Joaquín Cortés fue político.

## Reseña biográfica
Decano del Consejo Provincial.
Jefe Político interino.
Del 19 de septiembre de 1848 al 23 de septiembre de 1848 fue Presidente de la Diputación Provincial de Zaragoza.
| Predecesor: Miguel Tenorio de Castilla | Presidente de la Diputación Provincial de Zaragoza 19 de septiembre de 1848 - 23 de septiembre de 1848 | Sucesor: Martín de Foronda y Viedma |